# Bidovec
Bidovec je priimek v Sloveniji, ki ga je po podatkih Statističnega urada Republike Slovenije na dan 1. januarja 2010 uporabljalo 64 oseb in je med vsemi priimki po pogostosti uporabe uvrščen na 6.299. mesto.

## Znani slovenski nosilci priimka
- Andrej Bidovec (*1946), veterinar, prof. VF
- Breda Oblak (-Bidovec) (*1937), glasbena pedagoginja, prof. AG
- Ferdo Bidovec (1908—1930), domoljub, organizator odpora proti fašizmu
- Franc Bidovec, hidrolog, 1. vodja meteorološke službe pri vladi LRS (1947-)
- Franc(i) Bidovec (1909—1993), zdravnik, mož Franje
- Franja Bojc Bidovec (1913—1985), partizanska zdravnica
- Ivan Bidovec (1906—1978), narodnoobrambni delavec, upravnik knjižnice v N.Gorici
- Katja Bidovec, fotografinja
- Mari(j)a Bidovec, jezikoslovka, naratologinja (prof. Univ./Videm>Neapelj)
- Marko Bidovec, predsednik ustanove Bazoviški junaki
- Martina Bidovec - Petančič (1907—?), učiteljica, draamtičarka
- Matjaž Bidovec, zdravnik pediater
- Milan Bidovec, geolog, geokemik
- Teja Bidovec, filmska režiserka, scenaristka
- Urška Bidovec-Stojkovič, zdravnica imunologinja, molekularna genetičarka?
- Vlada Bidovec (r. Šebek) - Morana (1920—2018), partizanka in aktivistka OF v Trstu, kasneje v Mb ..